# Exagération verticale

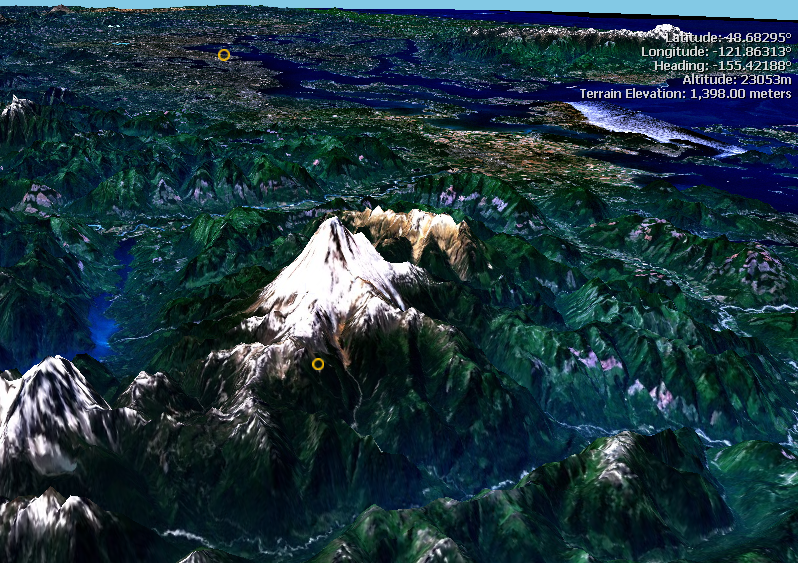
Image de synthèse d'une montagne verticalement exagérée. En réalité, le terrain paraîtrait beaucoup plus plat.

L'exagération verticale est une échelle utilisée dans les cartes en relief, les plans et les dessins technique afin de mettre en valeur les caractéristiques verticales, qui peuvent être trop petites pour être identifiées par rapport à l'échelle horizontale,. 

## Facteur d'échelle
Le facteur d'échelle VE de l'exagération verticale est donné par : 
{\displaystyle {\mathit {VE}}={\mathit {\frac {VS}{HS}}}}
où VS est l'échelle verticale et HS est l'échelle horizontale, toutes deux données sous forme de fractions représentatives. 
Par exemple, si 1 centimètre représente verticalement 200 mètres et que 1 centimètre représente horizontalement 4 000 mètres, l'exagération verticale est de 20 car : 
{\displaystyle {\mathit {VE}}={\frac {\frac {1}{200}}{\frac {1}{4000}}}={\frac {4000}{200}}=20}
L'exagération verticale est donnée sous la forme d'un nombre. Par exemple, 5x signifie que les mesures verticales sont 5 fois supérieures aux mesures horizontales. L'exemple ci-dessus serait ainsi écrit 20x. Une valeur de 1x indique que les échelles horizontale et verticale sont identiques et est considérée comme n'ayant « aucune exagération verticale ». Les exagérations verticales inférieures à 1 sont rares, celles-ci indiquant  une réduction de l'échelle verticale (soit de façon équivalente une exagération horizontale).   

## Critiques

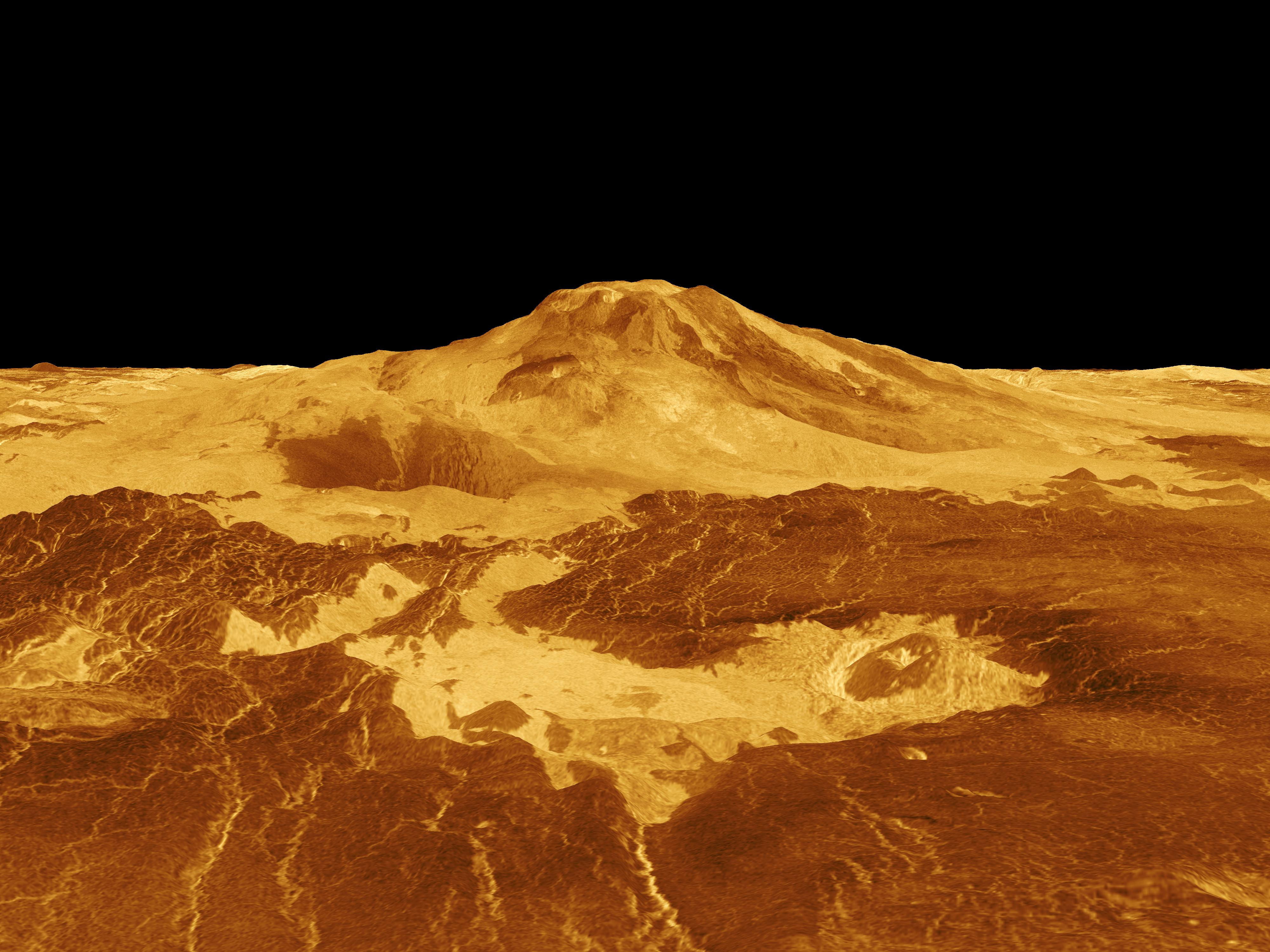
Maat Mons sur Vénus, photographie de la NASA avec une exagération verticale 10x.

Certains scientifiques s'opposent à l'exagération verticale car l'outil donne une visualisation oblique dramatique au prix d'induire le lecteur en erreur sur la véritable apparence du paysage,. 
De plus, dans certains cas, une exagération verticale est trop élevée peut rendre la lecture de la carte confuse. Pour cette raison, il est déconseillé d'utiliser une échelle verticale lorsque le profil sert de coupe géologique.